# 1996-os Superbike-világbajnokság
Az 1996-os Superbike-világbajnokság volt a kilencedik szezon a sportág történetében. Az Április 14-én kezdődő és október 27-én végződő bajnokságot az ausztrál Troy Corser nyerte.

## Versenynaptár
|    | Dátum         | Helyszín           | Versenypálya   | 1. verseny győztese | 2. verseny győztese | Beszámoló |
| -- | ------------- | ------------------ | -------------- | ------------------- | ------------------- | --------- |
| 1  | Április 14.   | San Marino         | Misano         | John Kocinski       | John Kocinski       | Riport    |
| 2  | Április 28.   | Egyesült Királyság | Donington      | Troy Corser         | Troy Corser         | Riport    |
| 3  | Május 10.     | Németország        | Hockenheim     | Aaron Slight        | Carl Fogarty        | Riport    |
| 4  | Június 16.    | Olaszország        | Monza          | Pierfrancesco Chili | Carl Fogarty        | Riport    |
| 5  | Június 30.    | Csehország         | Brno           | Troy Corser         | Troy Corser         | Riport    |
| 6  | Július 21.    | USA                | Laguna Seca    | John Kocinski       | Anthony Gobert      | Riport    |
| 7  | Augusztus 4.  | Európa             | Brands Hatch   | Pierfrancesco Chili | Troy Corser         | Riport    |
| 8  | Augusztus 18. | Indonézia          | Sentul         | John Kocinski       | John Kocinski       | Riport    |
| 9  | Augusztus 25. | Japán              | Sugo           | Yuichi Takeda       | Takuma Aoki         | Riport    |
| 10 | Szeptember 8. | Hollandia          | Assen          | Carl Fogarty        | Carl Fogarty        | Riport    |
| 11 | Október 6.    | Spanyolország      | Albacete       | Troy Corser         | Troy Corser         | Riport    |
| 12 | Október 27.   | Ausztrália         | Phillip Island | Anthony Gobert      | Anthony Gobert      | Riport    |

## Végeredmény

### Versenyző
|    | Versenyző            | Gyártó   | Pont | Győzelmek |
| -- | -------------------- | -------- | ---- | --------- |
| 1  | Troy Corser          | Ducati   | 369  | 7         |
| 2  | Aaron Slight         | Honda    | 347  | 1         |
| 3  | John Kocinski        | Ducati   | 337  | 5         |
| 4  | Carl Fogarty         | Honda    | 331  | 4         |
| 5  | Colin Edwards        | Yamaha   | 248  | 0         |
| 6  | Pierfrancesco Chili  | Ducati   | 223  | 2         |
| 7  | Simon Crafar         | Kawasaki | 180  | 0         |
| 8  | Anthony Gobert       | Kawasaki | 167  | 3         |
| 9  | Wataru Yoshikawa     | Yamaha   | 163  | 0         |
| 10 | Neil Hodgson         | Ducati   | 122  | 0         |
| 11 | Mike Hale            | Ducati   | 114  | 0         |
| 12 | John Reynolds        | Suzuki   | 99   | 0         |
| 13 | Kirk McCarthy        | Suzuki   | 81   | 0         |
| 14 | Paolo Casoli         | Ducati   | 70   | 0         |
| 15 | Piergiorgio Bontempi | Kawasaki | 63   | 0         |
| 16 | Christer Lindholm    | Ducati   | 58   | 0         |
| 17 | Jamie Whitham        | Yamaha   | 37   | 0         |
| 18 | Andreas Meklau       | Ducati   | 31   | 0         |
| 19 | Takuma Aoki          | Honda    | 30   | 1         |
| 20 | Yuichi Takeda        | Honda    | 25   | 1         |
| 21 | Jochen Schmid        | Kawasaki | 23   | 0         |
| 22 | Noriyuki Haga        | Yamaha   | 20   | 0         |
|    | Norihiko Fujiwara    | Yamaha   | 20   | 0         |
| 24 | Peter Goddard        | Suzuki   | 19   | 0         |
| 25 | Akira Ryo            | Kawasaki | 17   | 0         |
| 26 | Shinya Takeishi      | Kawasaki | 15   | 0         |
| 27 | Roger Kellenberger   | Honda    | 11   | 0         |
|    | Brian Morrison       | Ducati   | 11   | 0         |
| 29 | Doug Chandler        | Kawasaki | 10   | 0         |
|    | Keiichi Kitagawa     | Suzuki   | 10   | 0         |
|    | Michael Paquay       | Ducati   | 10   | 0         |
| 32 | Gregorio Lavilla     | Yamaha   | 9    | 0         |
|    | Rob Phillis          | Kawasaki | 9    | 0         |
| 34 | Niall Mackenzie      | Yamaha   | 8    | 0         |
| 35 | Jeffrey de Vries     | Yamaha   | 7    | 0         |
|    | Sean Emmett          | Ducati   | 7    | 0         |
| 37 | Larry Pegram         | Ducati   | 6    | 0         |
| 38 | Ioannis Boustas      | Ducati   | 5    | 0         |
|    | Martin Craggill      | Kawasaki | 5    | 0         |
|    | Shawn Giles          | Ducati   | 5    | 0         |
|    | Dean Thomas          | Honda    | 5    | 0         |

### Gyártó
|   | Gyártó   | Pont |
| - | -------- | ---- |
| 1 | Ducati   | 521  |
| 2 | Honda    | 430  |
| 3 | Kawasaki | 308  |
| 4 | Yamaha   | 300  |
| 5 | Suzuki   | 156  |